# Dirk Stollberg
Dirk Stollberg (* 16. April 1979 in Bielefeld) ist ein deutscher Synchronsprecher, Musicaldarsteller, Sänger und Fernsehmoderator.

## Leben
Stollberg absolvierte in den Jahren 2001 und 2002 eine Ausbildung zum Musicaldarsteller an der Stella Academy in Hamburg sowie von 2003 bis 2006 an der Joop van den Ende Academy in Hamburg.
Auf der Bühne gehörte er zum Ensemble des Theaters am Potsdamer Platz in Berlin in den Musicals Mamma Mia! und Die Schöne und das Biest. Die Rolle des Lefou in die Schöne und das Biest spielte er auch am Metronom Theater in Oberhausen. In Baluba Bar am Kehrwieder Theater in Hamburg verkörperte er den Philipp. In der KölnArena und in Hamburg trat Stollberg neben Uwe Kröger, dessen Stipendiat er im Rahmen seiner Ausbildung an der Joop van den Ende Academy war, sowie Pia Douwes, Viktor Gernot und Marika Lichter in der Best of Musical Gala auf.
Er synchronisiert beispielsweise Robbie Amell in der Rolle des Jimmy Madigan in der deutschen Ausgabe von True Jackson und James Diamond (gespielt von James Maslow) in Big Time Rush. In der kanadisch-amerikanischen Zeichentrickserie Jimmy Cool spricht er die Titelrolle des Jungen Jimmy. Des Weiteren synchronisiert er seit 2009 Artie Abrams (gespielt von Kevin McHale) aus der TV-Serie Glee. Außerdem synchronisierte er die Rollenfigur Takumi Usui in der Animeserie Kaichō wa Maid-sama!.
Er wirkte in der deutschen Fernsehserie Stage Fever – Bühne fürs Leben (2003) als Schauspieler mit.
In der phantastischen Hörspielreihe Howard Phillips Lovecraft – Chroniken des Grauens (2020) spricht er mit Radu eine der Hauptfiguren.
Von 2009 bis 2010 war er auch als Moderator für den Teleshopping-Sender Juwelo TV tätig.
2019 heiratete Stollberg den Synchronsprecher Michael Ernst.

## Synchronrollen (Auswahl)

### Filme
- 2007: Glücksbärchis: Uupsibärchis großer Tag – Ian James Corlett als Brummbärchi
- 2008: Horton hört ein Hu! – Jesse McCartney als Jo-Jo
- 2008: Indiana Jones und das Königreich des Kristallschädels – T. Ryan Mooney als Teenage Boy
- 2009: Fast & Furious – Neues Modell. Originalteile. – Greg Cipes als Dwight
- 2009: Eden of the East – Der König von Eden – Takuya Eguchi als Satoshi Oosugi
- 2010: Eden of the East – Das verlorene Paradies – Takuya Eguchi als Satoshi Oosugi
- 2010: Black Swan – Toby Hemingway als Tom
- 2012: Pitch Perfect – Utkarsh Ambudkar als Donald
- 2014: Liebe im Gepäck – Adam Brody als Sam
- 2015: Playing It Cool – Giovanni Ribisi als Dude
- 2016: Ride Along: Next Level Miami – Utkarsh Ambudkar als Amir
- 2018: Prinzessinnentausch – Craig Roberts als Charley „Chuck“ Chase
- 2020: The Prom – Nico Greetham als Nick
- 2023: Wish – Ramy Youssef als Safi

### Serien
- 2007–2007: Claymore Matoki Takagi als Raki
- 2007–2008: Skins – Hautnah – Mitch Hewer als Maxxie Oliver
- 2009: Desperate Housewives – Alex Miller als Neidermeyer
- 2009–2011: Secret Diary of a Call Girl – Iddo Goldberg als Ben
- 2009–2015: Glee – Kevin McHale als Arthur „Artie“ Abrams
- 2010: Maid-sama – Nobuhiko Okamoto als Takumi Usui
- 2010–2013: Big Time Rush – James Maslow als James Diamond
- 2011–2014: Being Human – Sam Huntington als Josh Levison
- 2011–2013: Eddie Angsthorn – Terry McGurrin als Eddie Angsthorn
- 2012–2017: Girls – Andrew Rannells als Elijah Krantz
- 2012–2017: The Mindy Project – Utkarsh Ambudkar als Rishi Lahiri
- 2014: Dumm Fu – Terry McGurrin als Bruce
- 2014: Oz – Hölle hinter Gittern – Ken Leung als Bian Yixue
- seit 2014: Tokyo Ghoul – Mamoru Miyano als Shū Tsukiyama
- 2015–2022: Ninjago – Kirby Morrow & Andrew Francis als Cole (2. Stimme)
- 2017: Prison Break – Augustus Prew als Whip
- 2018–2020: Grey’s Anatomy – Alex Blue Davis als Dr. Casey Parker
- 2018: Tales of Zestiria the X – Ryōta Ōsaka als Mikleo
- 2019: The Witcher – Joey Batey als Rittersporn
- 2020–2022: Big Sky (Fernsehserie)
- 2020: Seattle Firefighters – Die jungen Helden (Station 19) – Alex Blue Davis als Dr. Casey Parker
- 2020: Squid Game – Lee Doo-seok als Spieler 062
- 2021: Jujutsu Kaisen als Mahito
- 2021: Haikyu!! als Tsukishima Kei
- 2021: The Falcon and the Winter Soldier – Olli Haaskiwi als Dr. Willfried Nagel
- 2022: She-Hulk: Die Anwältin – Drew Matthews als Dennis Bukowski
- seit 2023: Ninjago: Aufstieg der Drachen – Andrew Francis als Cole